# Синицкая, Зоя Александровна
Зоя Александровна Синицкая (укр. Зоя Олександрівна Синицька; 31 декабря 1909, Российская империя — 19 марта 1996, Киев) — советская и украинская легкоатлетка и тренер; Заслуженный мастер спорта СССР (1938), Заслуженный тренер УССР. Чемпионка III Летней Рабочей Олимпиады в Антверпене (1937).

## Биография
Родилась 31 декабря 1909 года, девичья фамилия — Сивкова. Окончила Харьковский государственный институт физической культуры, выступала за спортивное общество «Динамо». Чемпионка Международной рабочей Олимпиады 1937 года в Антверпене. Чемпионка СССР 1938 года в метании диска. Первой в Советском Союзе превысила 40-метровый рубеж в метании диска. Также первой в истории украинской легкой атлетики улучшила мировой рекорд в метании диска по сумме двух рук.
С 1947 по 1965 годы Зоя Александровна преподавала на кафедре легкой атлетики Киевского государственного института физической культуры (ныне Национальный университет физического воспитания и спорта Украины). Была тренером сборной СССР на Олимпийский играх 1956 и 1960 годов. В числе её воспитанников — Леонид Бартенев — серебряный призёр этих же олимпиад, Заслуженный мастер спорта СССР по лёгкой атлетике.

Могила Зосима и Зои Синицких

Жила в Киеве. Умерла 19 марта 1996 года, похоронена на городском Байковом кладбище рядом со своим мужем — З. П. Синицким (участок № 49а).